# III. Rainier monacói herceg
III. Rainier monacói herceg (Grimaldi Rainier Lajos Henrik Maxence Bertrand) (Monaco, 1923. május 31. – Monaco, 2005. április 6.), a Grimaldi-házból származó főnemes, Polignac grófja, 1949-től haláláig Monaco uralkodó hercege.

## Élete
Édesapja Péter, Valentinois hercege (1895–1964), anyja Sarolta, Valentinois hercegnője (1898–1977), II. Lajos törvénytelen leánya volt. Felesége 1956-tól 1982-ig Grácia hercegné, született Grace Kelly amerikai színésznő (1929–1982), aki nem királyi családból származott.
Rainier herceg 1949-ben vette át a trónt anyai nagyapjától, II. Lajos monacói hercegtől, mivel Sarolta nem örökölhette a trónt törvénytelen gyermekként. Több mint fél évszázados uralkodás (55 év) után, 2005. április 6-án 6:35-kor hunyt el, 81 éves korában.

## Gyermekei
- Karolina Ludovika Margit hercegnő (* 1957. január 23.)
- II. Albert herceg (* 1958. március 14.)
- Stefánia Mária Erzsébet hercegnő (* 1965. február 1.)

| Előző II. Lajos | Monaco (uralkodó) hercege 1949 – 2005 | Következő II. Albert |